# San Antonio Fraternidad
San Antonio Fraternidad är en ort i Mexiko.   Den ligger i kommunen Amatlán de los Reyes och delstaten Veracruz, i den sydöstra delen av landet, 250 km öster om huvudstaden Mexico City. San Antonio Fraternidad ligger 592 meter över havet och antalet invånare är 940.
Terrängen runt San Antonio Fraternidad är kuperad åt nordväst, men åt sydost är den platt. Terrängen runt San Antonio Fraternidad sluttar österut. Runt San Antonio Fraternidad är det ganska tätbefolkat, med 129 invånare per kvadratkilometer. Närmaste större samhälle är Córdoba, 9,9 km väster om San Antonio Fraternidad. Trakten runt San Antonio Fraternidad består till största delen av jordbruksmark.